# ميخائيل بي. كارول
ميخائيل بي. كارول (بالإنجليزية: Michael B. Carroll)‏ هو سياسي أمريكي، ولد في 1962 في الولايات المتحدة. حزبياً، نشط في الحزب الديمقراطي. وقد انتخب عضو مجلس نواب بنسيلفانيا.